# Il giorno in più (singolo)
Il giorno in più è un singolo della cantante pop italo-marocchina Malika Ayane, pubblicato il 14 gennaio 2011 dall'etichetta discografica Sugar.
Il brano è stato scritto da Pacifico e prodotto da Ferdinando Arnò ed è stato estratto come singolo dalla riedizione del secondo album dell'artista, Grovigli, intitolata Grovigli - Special Tour Edition.
La canzone è stata utilizzata come colonna sonora dell'omonimo film tratto dal romanzo di Fabio Volo.

## Tracce
1. Il giorno in più – 3:35

## Videoclip
Il videoclip musicale che accompagna il brano è stato diretto da Federico Brugia e mostra la cantante vestita da Biancaneve aggirarsi tra le strade di Milano ubriaca e in stato confusionale.
Il video termina con due citazioni:
(Sigmund Freud)
(Carl Gustav Jung)